# Boris McGiver
Boris McGiver (Cobleskill, Nueva York; 23 de enero de 1962) es un actor estadounidense, conocido principalmente por sus papeles en las películas Lincoln y Killing Kennedy; y en las series House of Cards y The Wire.

## Biografía
Boris McGiver nació el 23 de febrero de 1962 en Nueva York, de ascendencia irlandesa y ucraniana. Es el noveno hijo del famoso actor John McGiver y Ruth Schmigelsky.
Se graduó del Tisch School of Arts.

## Filmografía

### Películas
| Año  | Título                    | Papel              | Notas                    |
| ---- | ------------------------- | ------------------ | ------------------------ |
| 1987 | Ironweed                  | Clerk              |                          |
| 1990 | Antigone/Rites of Passion | Guardia            |                          |
| 2004 | Connie and Carla          | Tibor              |                          |
| 2004 | Taxi                      | Franklin           |                          |
| 2006 | La pantera rosa           | Vainqueur          |                          |
| 2008 | The Clique                | Issac              | video                    |
| 2012 | Lincoln                   | Alexander Hamilton |                          |
| 2013 | Killing Kennedy           | John W. Fain       | película para televisión |
| 2019 | Point Blank               |                    |                          |
| 2024 | Held Hostage in My House  | Detective Wiseman  |                          |

### Televisión
| Año         | Título                   | Papel                         | Notas                          |
| ----------- | ------------------------ | ----------------------------- | ------------------------------ |
| 1998        | New York Undercover      | Sodovsky                      | Episodio: "Pipeline"           |
| 1998        | Trinity                  | Carl Checkik                  | Episodio: "Pilot"              |
| 2001        | As the World Turns       | Dr. Early                     | Episodio: "#1.11437"           |
| 2006        | The Wire                 | Charles Marimow               | 6 episodios                    |
| 2007        | 30 Rock                  | Patrick Donaghy               | Episodio: "The Fighting Irish" |
| 2008        | John Adams               | Robert Goddard                | Episodio: "Join or Die"        |
| 2012        | Damages                  | Asesino                       | 2 episodios                    |
| 2012–14     | Person of Interest       | Robert Hersh                  | 13 episodios                   |
| 2013        | The Carrie Diaries       | Eddie Lander                  | 2 episodios                    |
| 2013        | Blue Bloods              | Trevor Holt                   | Episodio: "No Regrets"         |
| 2013–18     | House of Cards           | Tom Hammerschmidt             | 26 episodios                   |
| 2014        | Turn: Washington's Spies | Reverendo Nathaniel Tallmadge | 2 episodios                    |
| 2014        | Boardwalk Empire         | Sheriff Lindsay               | 6 episodios                    |
| 2015        | Flesh and Bone           | Padre de Daphne               | Episodio: "Reconnaissance"     |
| 2019 - 2023 | Servant                  | Tío George, tío de Leanne     | Personaje recurrente           |
| 2019 - 2023 | Evil                     | Monsignor Matthew Korecki     | 16 episodios                   |